# Montenegro en los Juegos Olímpicos de Pyeongchang 2018
Montenegro estuvo representado en los Juegos Olímpicos de Pyeongchang 2018 por 3 deportistas que compitieron en 2 deportes. Responsable del equipo olímpico fue el Comité Olímpico de Montenegro, así como las federaciones deportivas nacionales de cada deporte con participación.
La portadora de la bandera en la ceremonia de apertura fue la esquiador Jelena Vujičić. El equipo olímpico de Montenegro no obtuvo ninguna medalla en estos Juegos.